# Avenida Ciudad de Cali
La Avenida Ciudad de Cali o Avenida Carrera 86 es una vía arteria que recorre la ciudad de Bogotá de norte a sur en su zona occidental y de Soacha de occidente a oriente en su casco urbano.

## Odónimo
Su nombre hace honor a la ciudad de Cali, en el suroccidente de Colombia. Según la curva que va generando tiene varias denominaciones numéricas.
| Denominación    | Tramo                        |
| --------------- | ---------------------------- |
| Carrera 104     | Calle 159-Calle 127          |
| Calle 127       | Carrera 104-Carrera 91       |
| Transversal 86  | Carrera 91-Río Salitre       |
| Carrera 86      | Río Salitre-Calle 55 Sur     |
| Carrera 85      | Calle 55 Sur-Calle 64 Sur    |
| Carrera 84A     | Calle 64 Sur-Calle 71A Sur   |
| Carrera 82A     | Calle 71A Sur-Calle 74 Sur   |
| Calle 75 Sur    | Carrera 82A-Carrera 78H      |
| Diagonal 74 Sur | Carrera 78H-Límite Distrital |
| Carrera 30      | Soacha                       |

## Historia
Su ampliación más reciente por la localidad de Bosa va desde Villa Clemencia hasta Avenida San Bernardino (límites entre los barrios Laureles, La Esperanza y La primavera),  en el cual se interrumpe el trazado en 830 metros hasta el límite con el municipio de Soacha (colindando con el humedal Tibaníca, donde actualmente se encuentran la ciudadela Ciudad Verde (intersecándose con las avenidas Terreros, Potrero Grande, Luis Carlos Galán y San Marón), donde a futuro se incluirá una ampliación en Hogares Soacha (con la Avenida San Marón), terminando su recorrido en la Avenida Longitudinal de Occidente por la vereda El Charquito, cercano al Parque Metropolitano Canoas.
El tramo sur de esta avenida está incluido a futuro como parte del Sistema TransMilenio desde el Portal de las Américas hasta la estación Tibanica - La Primavera, donde se beneficiará a las localidades de Kennedy y Bosa. Frente a la Comuna 3 La Despensa de Soacha se dejará como parte de la fase IV para este municipio a partir de la construcción de Puente Tibanica. 
Por la parte norte, desde la Calle 154 hacia el humedal la Conejera, situándose en la parte occidental del cerro homónimo hasta finalizar en el área correspondiente al plan Lagos de Torca y la Unidad de Planeamiento Rural del Norte en intersección con la Avenida Logitudinal de Occidente, parte del cual está en conflicto con la Reserva van der Hammen.

## Trazado
En Bogotá, nace en la Calle 159 en la localidad de Suba. Transcurre en dirección norte-sur por 24 km a través de las localidades de Engativá, Fontibón, Kennedy y Bosa hasta la Av. Circunvalar del Sur. En Soacha, nace en la Av. Terreros y discurre de oriente a occidente por 2 km a través de la Comuna 3 hasta la Av. San Marón. Sus principales cruces son:
En cursiva, las intersecciones futuras
- Suba:
  - Avenida Longitudinal de Occidente (calle 245)
  - Avenida San José (Calle 170)
  - cruce semafórico con la Avenida Las Mercedes (Calle 153)
  - cruce semafórico con la Avenida Transversal de Suba (Calle 145)
  - cruce semafórico con la Avenida Tibabuyes (Calle 139)
  - cruce semafórico con la Avenida El Tabor (Calle 132)
  - cruce semafórico con la Avenida El Rincón (Carrera 91)
- Engativá:
  - cruce semafórico con la Avenida Morisca (Calle 90)
  - puente sobre la Avenida Medellín (Calle 80)
  - cruce semafórico con la Avenida Chile (Calle 72)
  - cruce semafórico con la Avenida del Salitre (Calle 66A)
  - puente bajo la Avenida José Celestino Mutis (Calle 63)
- Fontibón:
  - puente sobre la Avenida Jorge Eliécer Gaitán o El Dorado (Calle 26)
  - cruce semafórico con la Avenida Luis Carlos Galán (Calle 24)
  - cruce semafórico con la Avenida Ferrocarril de Occidente (Calle 22)
  - puente sobre la Avenida Centenario (Calle 17)
- Kennedy:
  - Avenida Alsacia (Calle 12)
  - Avenida Castilla (Calle 8)
  - glorieta con la Avenida de las Américas (Calle 6)
  - cruce semafórico con la Avenida de los Muiscas (Calle 38 Sur)
  - cruce semafórico con la Avenida Villavicencio (Calle 43 Sur)
- Bosa:
  - Avenida Primero de Mayo (Calle 55 sur)
  - glorieta con la Avenida Bosa (Calle 59 Sur)
  - cruce semafórico con la Avenida San Bernardino (Carrera 80j)
  - Avenida Circunvalar del Sur (Carrera 77H)
- Soacha: 
  - glorieta con la Avenida Terreros (Diagonal 40)
  - glorieta con la Avenida Potrero Grande (Calle 33)
  - Avenida San Marón (Calle 5)

## Transporte público

### Troncal Avenida Cali de TransMilenio
Es un corredor de buses tipo BRT con 3 estaciones entre las intersecciones con la Calle 6 y la Calle 46 Sur. Su ícono en el SITP es un cuadrado rojo con la letra F, es el tercero de tres tramos que conforman la troncal Américas. El corredor se inauguró el 17 de mayo de 2004.

### Rutas zonales
Desde 2021 las rutas zonales (excepto las rutas alimentadoras) manejan una nueva nomenclatura basada en la existente para las troncales de Transmilenio. La letra indica hacia cuál zona se dirige el bus, mientras que los números indican la ruta que sigue el mismo. Sin embargo, aún existen rutas con la errática nomenclatura antigua.
| A127 Germania C127 Fontanar del Río                    | A129 Germania C129 Bilbao                     | A206 Centro D206 Bachué                           |  |
| A214 Parkway D214 Bachué                               | A334 La Porciúncula K334 Fontibón Versalles   | A410 Chicó Norte F410 Tierra Buena                |  |
| A518 Chapinero G518 Potreritos                         | A535 Germania G535 Bosa San José              | B130 Cardio Infantil C130 Suba Berlín             |  |
| C404 Calle 170 F404 Patio Bonito                       | B905 Serrezuela K905 Puente Aéreo             | B918 Terminal Norte F918 Patio Bonito             |  |
| C110 Portal Suba C110 Chorrillos                       | C117 Villa Cindy                              | C122 Aures II                                     |  |
| C131 Bilbao H131 Diana Turbay                          | C137 Suba Corpas G137 Metrovivienda           | C144 Bilbao                                       |  |
| C147 Bilbao G147 Metrovivienda                         | C149 Bilbao L149 Estación Avenida 1.º de Mayo | C154 Suba Nogales F154 Puente Aranda              |  |
| C155 Suba Gaitana L155 Gaviotas                        | C157 Suba Corpas G157 El Recreo               | C159 Suba Pueblo C159 Villa Cindy                 |  |
| C323 Suba Compartir K323 El Recodo                     | C509 Corpas G509 Metrovivienda                | C612 Villamaría H612 San Joaquín                  |  |
| F615 Estación Biblioteca Tintal H615 Arborizadora Alta | D209 Villa Teresita H209 Galicia              | D211 Gran Granada K211 Salitre El Greco           |  |
| F402 Palmitas F402 Estación Banderas                   | F407 La Magdalena F407 Estación Banderas      | F408 Tierra Buena H408 Diana Turbay               |  |
| F409 Tierra Buena F409 Estación Banderas               | F416 Jazmín Occidental L416 La Castaña        | F417 Tierra Buena F417 Estación Biblioteca Tintal |  |
| K629 Fontibón Centro H629 Arborizadora Alta            | F718 La Rivera H718 Usme Centro               | G311 Bosa San José K311 Puente Grande             |  |
| G414 Hospital de Kennedy                               | G502 Villa del Río K502 Aeropuerto            | G511 Porvenir                                     |  |
| G512 Parques de Bogotá                                 | G527 Metrovivienda K527 CAN                   | G542 Metrovivienda K542 Estación Modelia          |  |
| H318 El Uval K318 Fontibón Brisas                      | H327 Acacias K327 Puente Grande               | H707 El Uval K707 El Refugio                      |  |
| K301 La Felicidad                                      | K315 Puente Grande                            | K317 Aeropuerto                                   |  |
| K331 Fontibón Brisas L331 Nueva Delhi                  | L205 Bosque San Carlos                        | L800 Gaviotas                                     |  |

| 94 San Diego-Corpas             | 99 San José-Germania                      | 111 Gaviotas-Metrovivienda   |
| 291 Tierra Buena-Terminal Norte | 577 Engativá-Diana Turbay                 | 593 Metrovivienda-Chicó      |
| 740 Canadá Güira-Engativá       | 787A Metrovivienda Potreritos-Teusaquillo | 927 San José-Aeropuerto      |
| C201 Paraíso-Patio Bonito       | P49 Villa Gladys-Terminal Norte           | T55 Portal Suba-Portal Norte |

## Sitios importantes en la vía

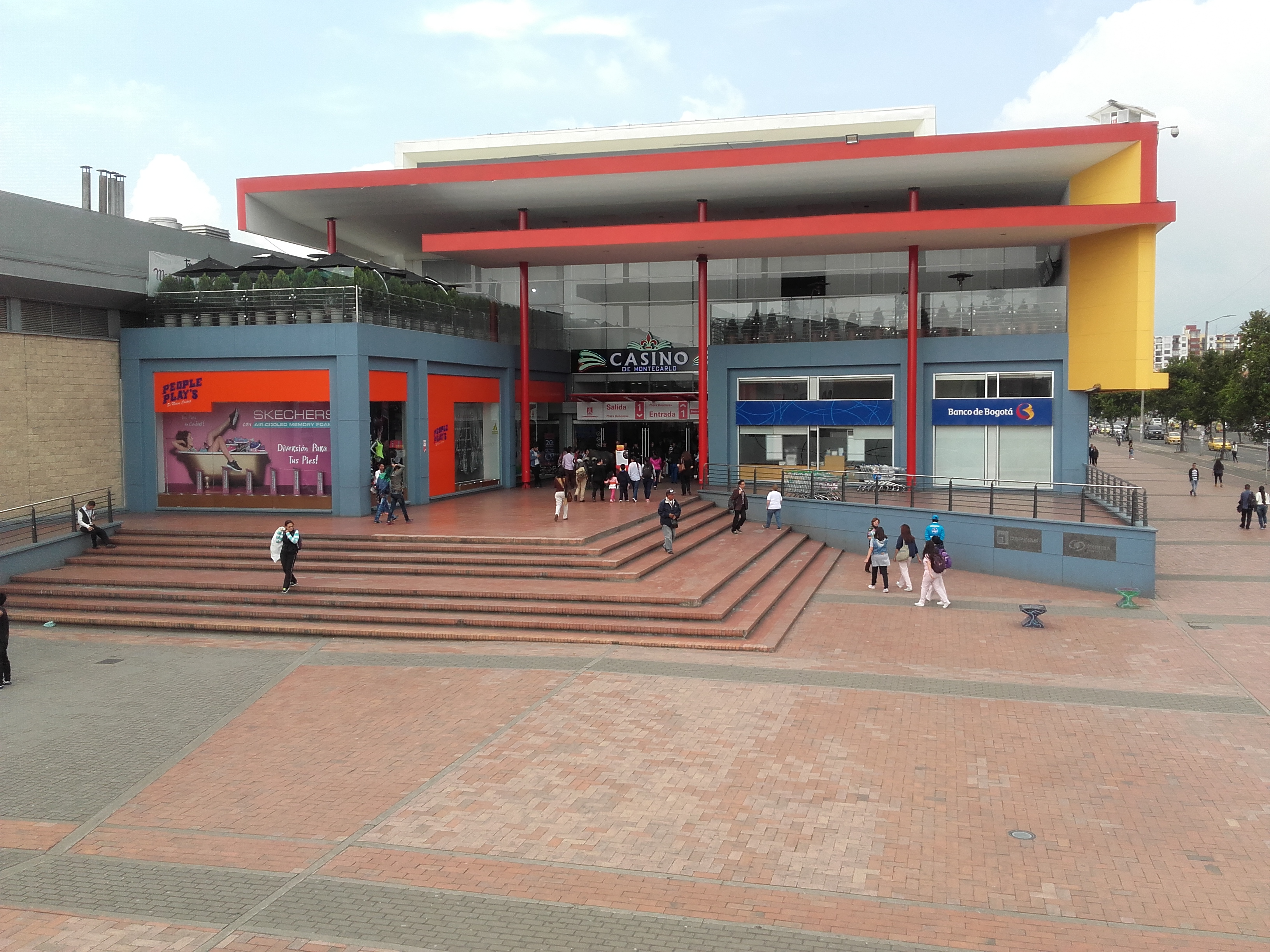
Centro comercial Plaza Imperial

### Suba
- Hospital de Suba, en la calle 153.
- Centro Comercial Plaza Imperial, en la calle 150.
- Portal Suba y almacén Éxito Suba, en la calle 145.
- Centro Comercial Alpaso Plaza, en la calle 142.
- Registraduría auxiliar de Suba, en la calle 139.
- Humedal Juan Amarillo, entre carreras 91 y 102.
- Río Salitre, entre calles 96 y 99

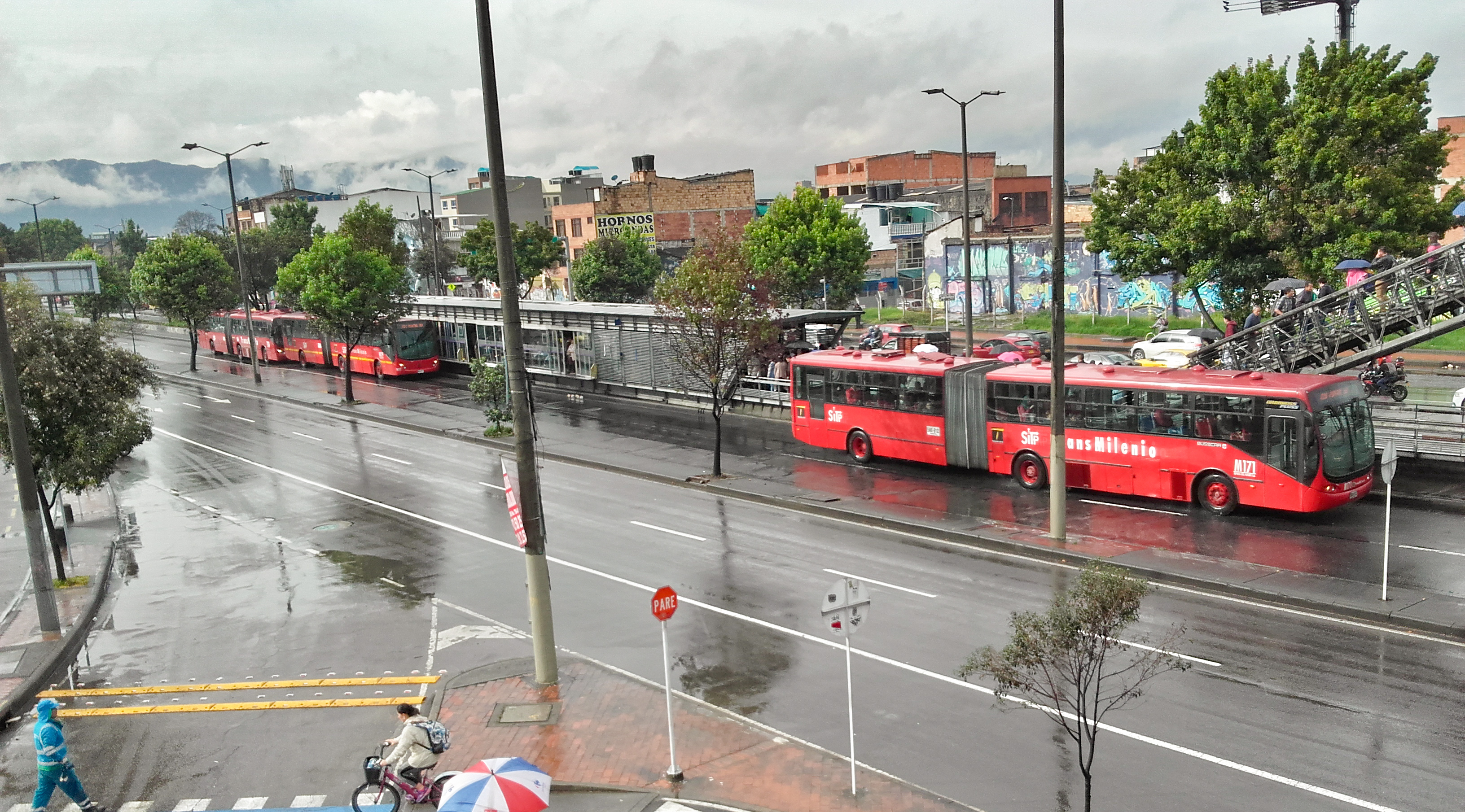
Estación Avenida Cali

### Engativá
- Estación Avenida Cali, en la calle 80.
- Centro Comercial Punto 72, en la calle 72.
- Fábrica de Jugos California, en la calle 64.
- Centro Comercial Nuestro Bogotá, en la calle 52A.
- Sede Administrativa Carvajal S.A., en la calle 26.

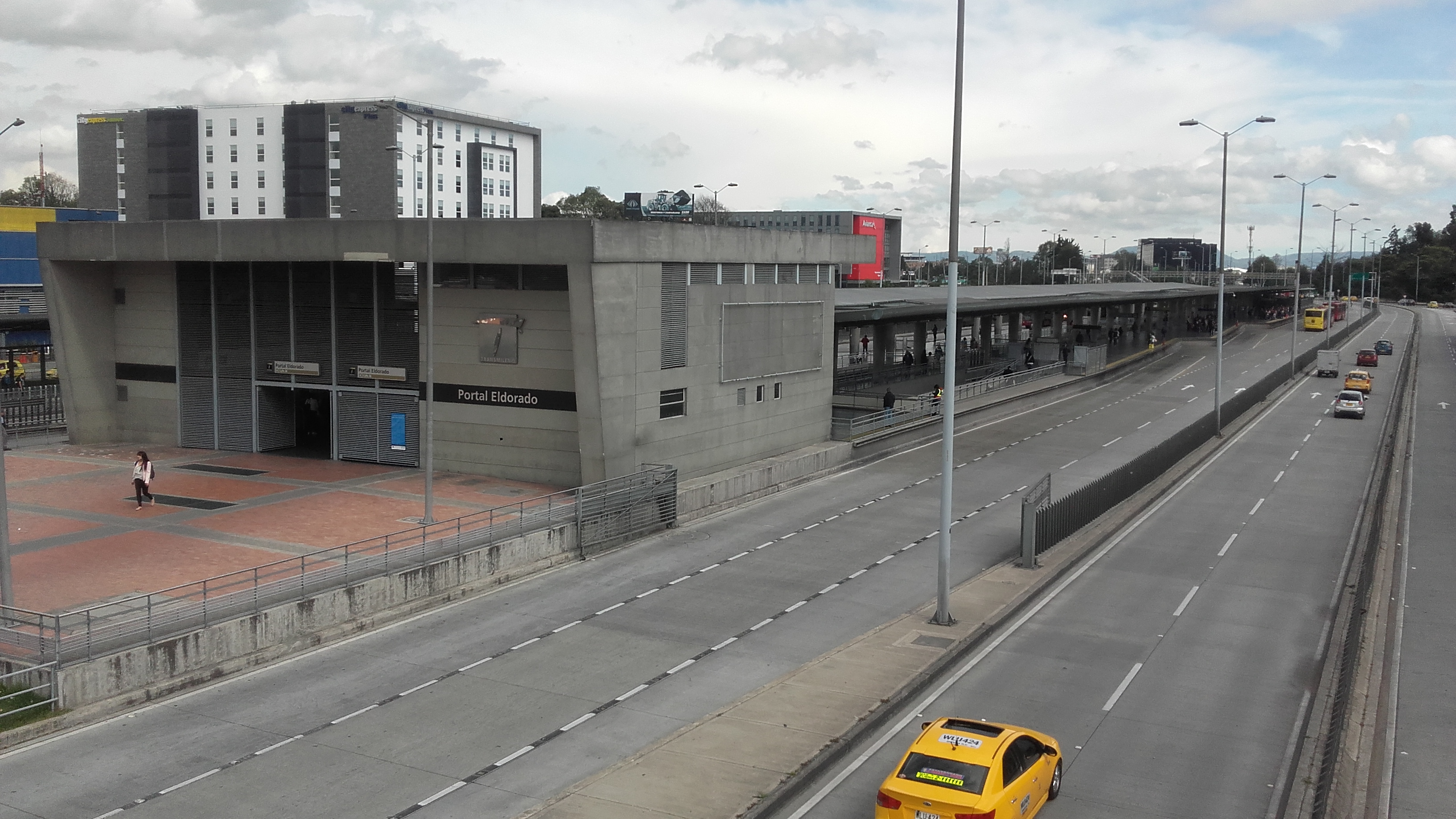
Estación Portal Eldorado

### Fontibón
- Estación Portal Eldorado - Centro Comercial Nuestro Bogotá, en la calle 26.
- Patios de Transmilenio y Tienda Farmatodo Modelia, en la calle 24.
- Centro Comercial Hayuelos y almacén Jumbo Hayuelos, en la calle 20.
- Río Fucha, entre calles 17 y 16B.

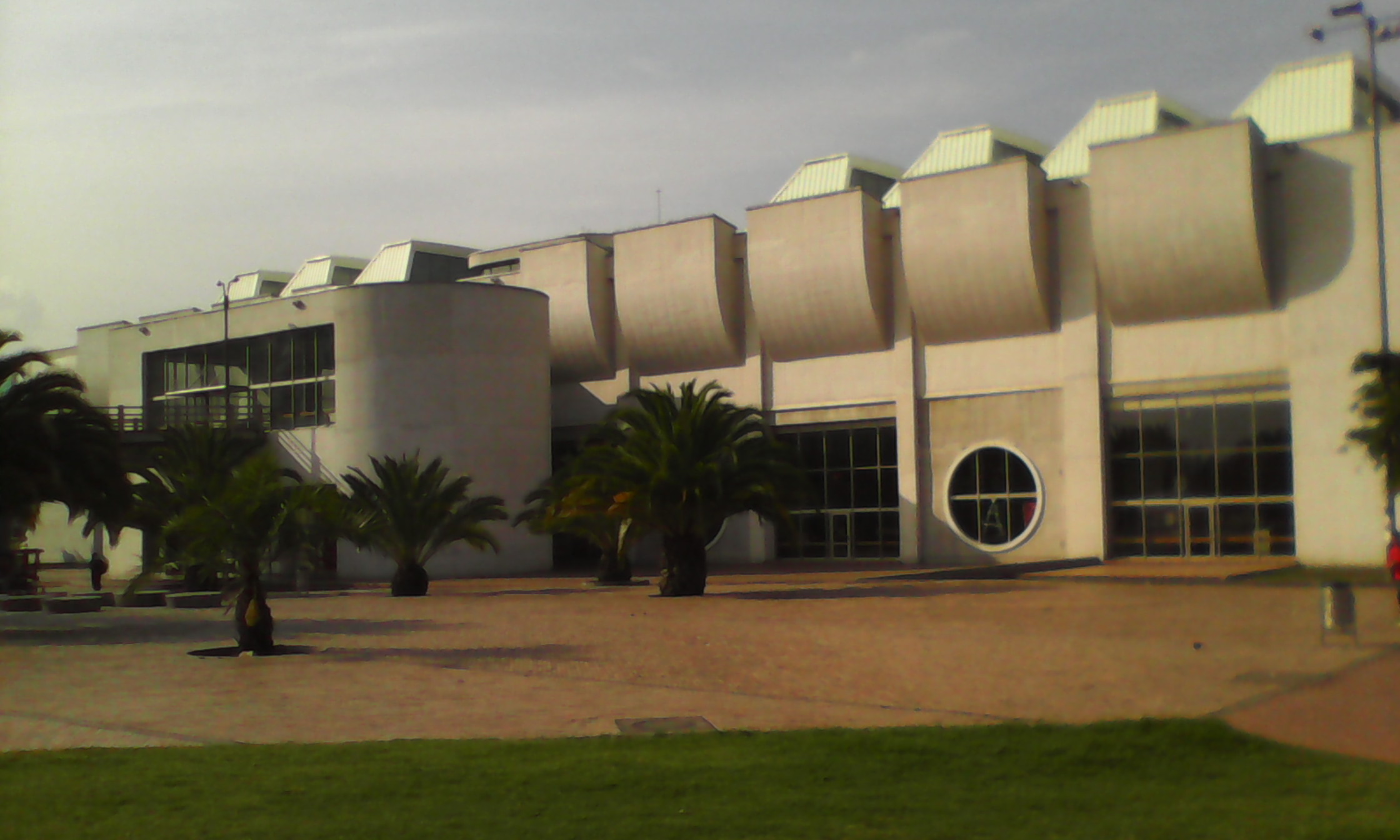
Biblioteca El Tintal

### Kennedy
- Universitaria Agustiniana, en la calle 11A.
- Humedal El Burro y la Vaca, en cercanías de la calle 7.
- Biblioteca El Tintal, en la calle 6A.
- Centro Comercial Tintal Plaza, en la calle 6.
- Centro Comercial Milenio Plaza y almacén Metro, en la calle 42A Sur.
- Almacén Surtimax Patio Bonito, en la calle 38 Sur.
- Colegio Distrital Jaime Garzón, en la calle 51A Sur.

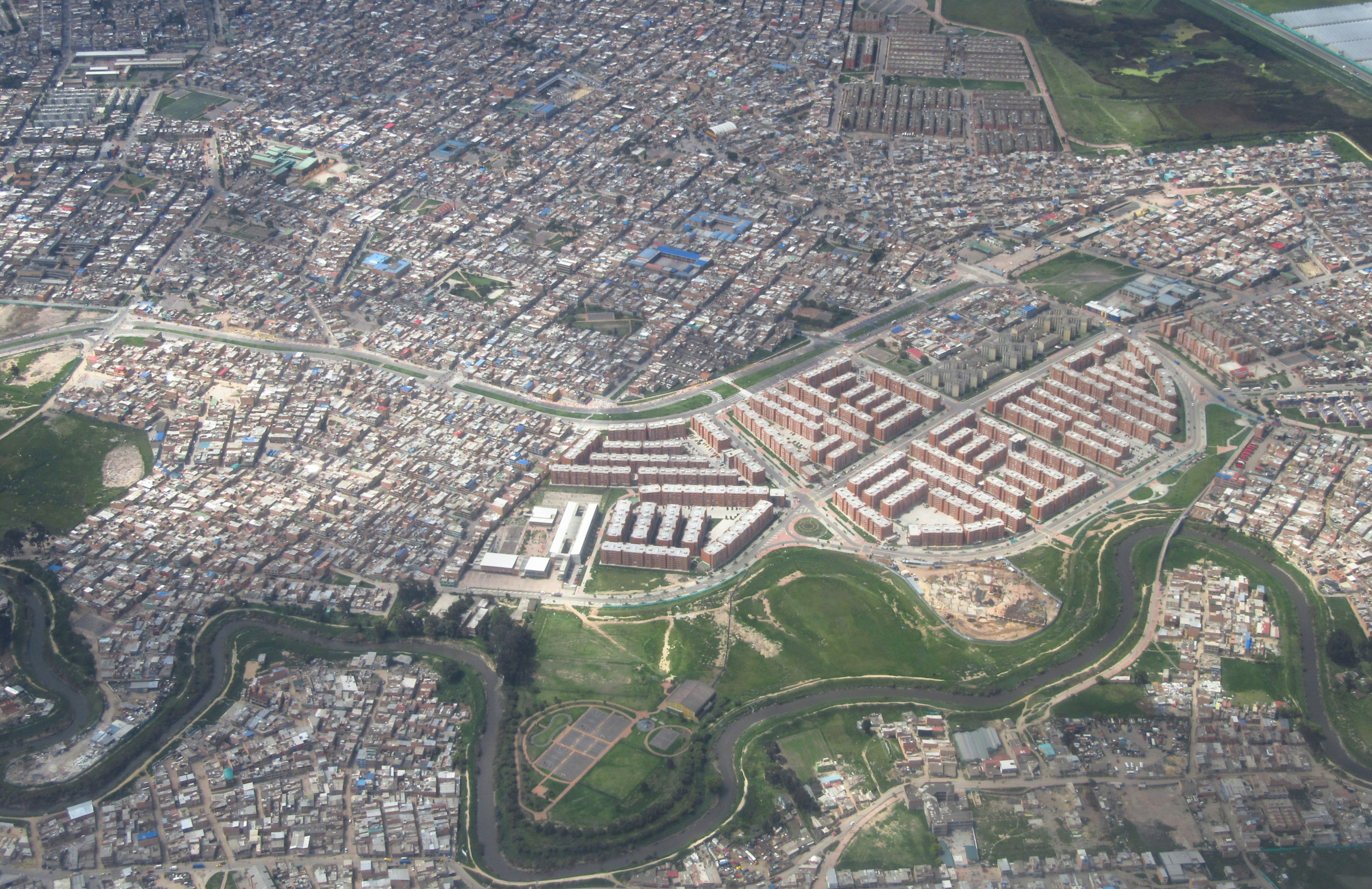
Avenida en Bosa

### Bosa
- Dispensario Médico Militar Héroes del Sumapaz
- Centro Médico y Colegio Colsubsidio Chicalá, en la calle 53 Sur.
- Río Tunjuelo.
- Humedal Tibanica, en la carrera 77H.

### Soacha
- Humedal Tibanica, en la diagonal 40 (futuro puente homónimo).[8]
- Humedal Chucuita
- Parroquia Sagrados Corazones de Jesús y María (Ciudad Verde Comuna 3 La Despensa)
- Río Soacha  (Sector Antigua Hacienda Humedal Chucuita Vargas límites de las comunas 2 Soacha Central y 3 La Despensa)